# Daifuku
Daifuku (大福 (đại phúc)/ だいふく) hoặc Daifukumochi (大福餅 (đại phúc bính)/ だいふくもち) là một loại bánh ngọt wagashi của Nhật Bản gồm có viên bánh dày mochi tròn nhỏ với nhân ngọt, thường gặp nhất là anko, gồm nhân đậu đỏ ngọt xay nhuyễn. Nay mochi có nhiều loại nhân hơn như khoai môn, matcha, mứt đào, mứt dâu tây, cà phê, vừng đen,...

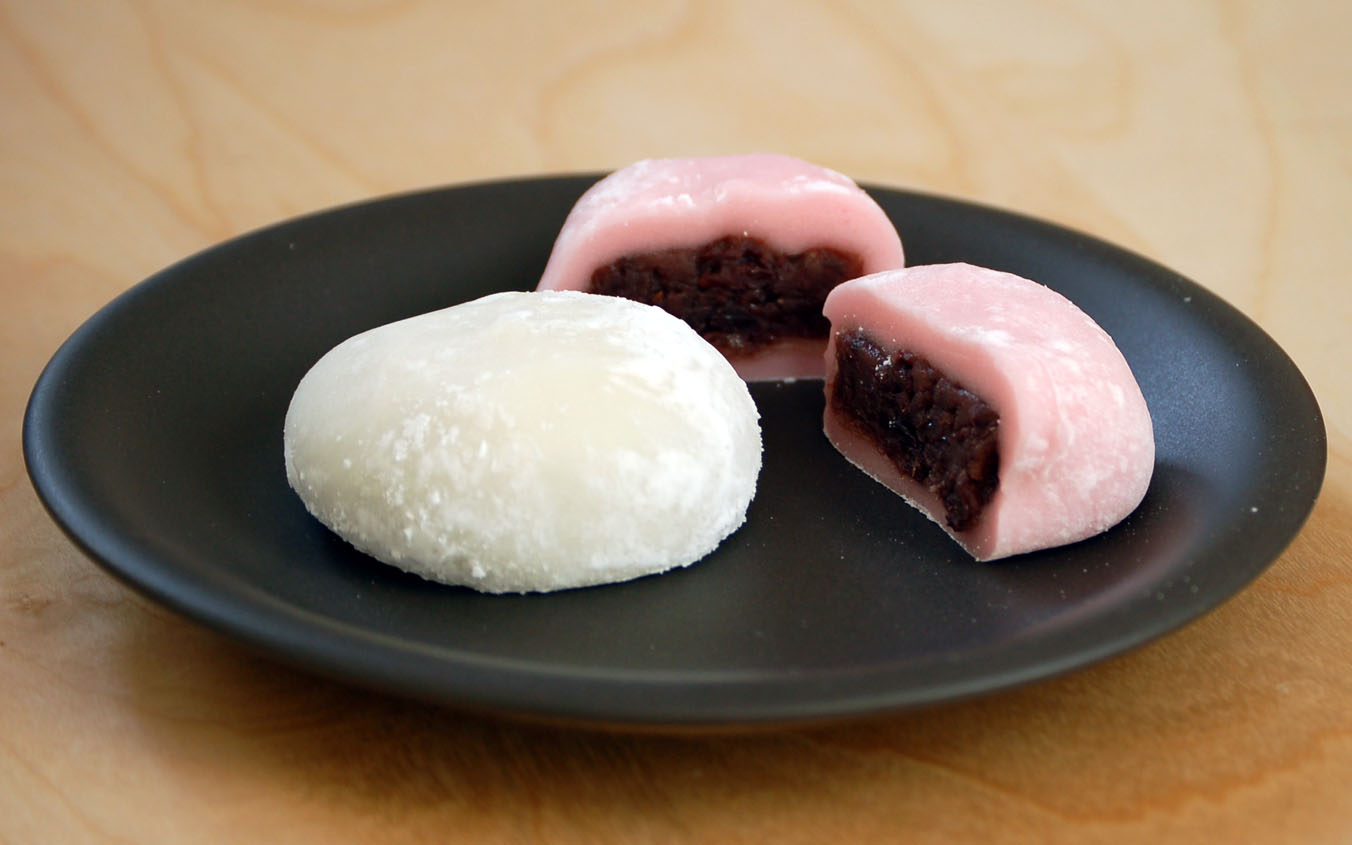
Daifuku

Daifuku có nhiều loại. Loại phổ biến nhất là viên mochi màu trắng (hoặc xanh lá nhạt, hoặc hồng phớt) với nhân anko. Có hai cỡ: một loại có đường kính bằng một nửa đồng xu 1 đô la, loại kia to bằng nắm tay. Vài loại Daifuku có thêm các miếng trái cây, các hỗn hợp trái cây và anko hoặc dưa xay (dưa gang...). Hầu như tất cả các loại Daifuku đều được bọc bởi một lớp bột bắp hoặc bột khoai tây mịn (hoặc bột nếp rang) để chúng không dính vào nhau và vào tay người làm. Một vài loại được bao bằng đường bột hoặc bột cacao hay vừng rang. Mặc dù Daifuku được thực hiện thông qua nghi lễ giã bánh tên là tục giã bánh dày mochitsuki, nhưng người ta cũng có thể làm chúng đơn giản bằng cách nấu trong lò vi sóng. Mochi và Daifuku rất phổ biến ở Nhật Bản.

## Lịch sử
Daifuku lúc đầu được gọi là "Harabuto mochi" (腹太餅- phúc thái bính, từ "腹" vừa có nghĩa là "bụng" vừa có nghĩa là "bọc (nhân)", từ "thái" nghĩa là "quá"/"rất", từ "bính" nghĩa là "bánh"), nghĩa là "bánh dày bụng to" vì là chúng có chứa nhân. Sau này, nó được đổi tên thành Daifuku mochi (大腹餅). Vì âm của từ "phúc" có nghĩa là "bụng" (Fuku- 腹) và từ "phúc" có nghĩa là "hạnh phúc" (Fuku- 福) là giống nhau trong tiếng Nhật, nên sau này, tên bánh được đổi thành "Đại Phúc" với nghĩa "hạnh phúc ngập tràn"; bánh mang đến hạnh phúc lớn lao cho mọi người. Cuối thế kỷ 19, bánh Daifuku bắt đầu phổ biến và mọi người bắt đầu ăn nó bằng cách nướng lên. Họ cũng dùng bánh này cho các dịp lễ hội.
Qua bán đảo Triều Tiên, daifuku được người dân Triều Tiên gọi là tteok, trong đó có gyeongdan (경단) và chapssal-tteok (찹쌀떡).

## Các loại

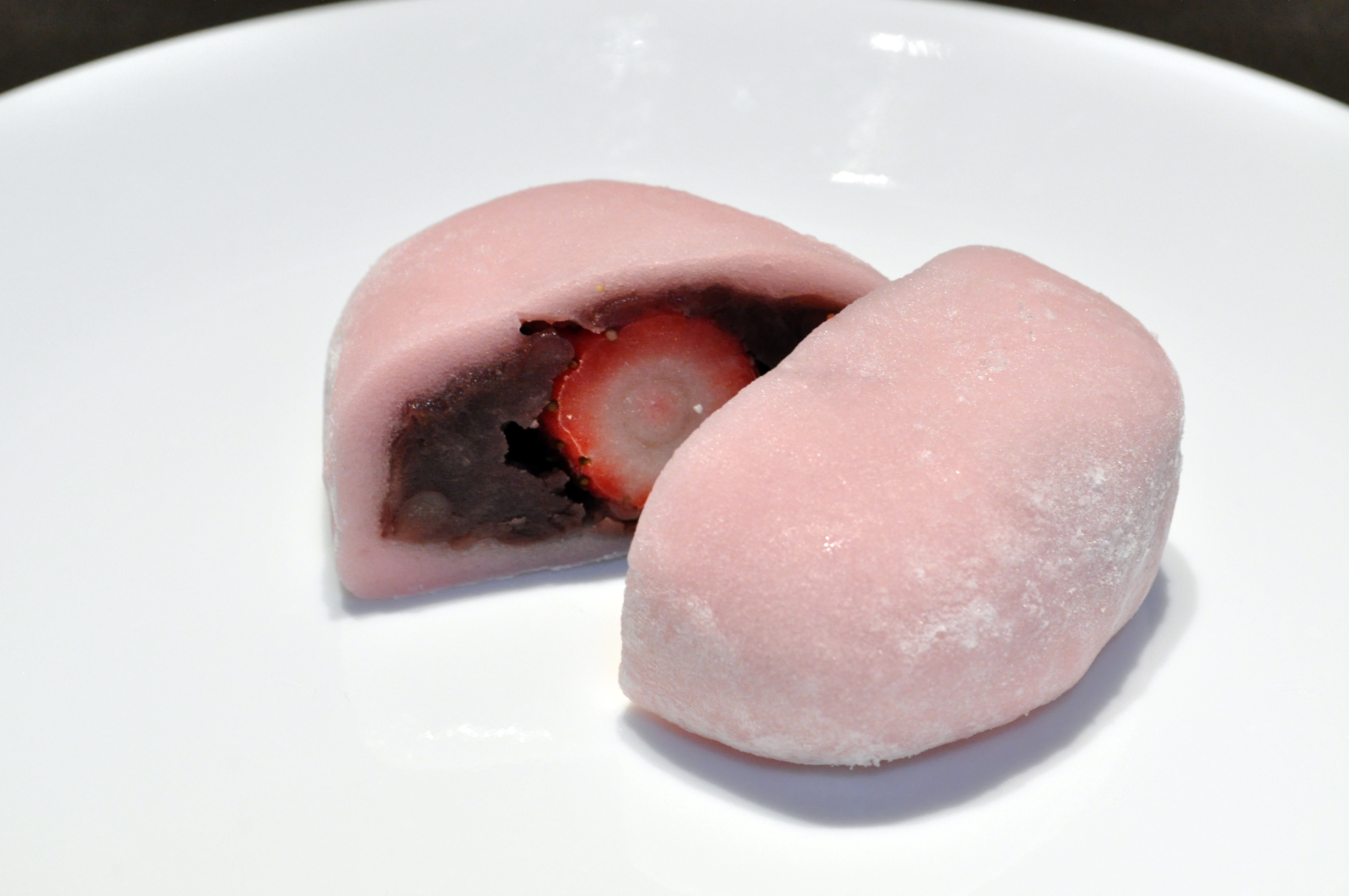
Bánh giầy dâu tây

Yomogi daifuku - 蓬大福
Loại bánh được làm với kusamochi (草餅), loại mochi có hương của rau ngải cứu Nhật Bản (ヨモギ).
Bánh dày dâu tây - イチゴ大福
Loại bánh với nhân dâu tây và các loại nhân ngọt khác, thường là nhân anko ở trong bánh mochi. Kem làm bánh cũng được dùng để làm nhân. Vì loại này có dâu tây nên thường được ăn vào mùa xuân. Loại bánh này được sáng tạo vào những năm 1980. Nhiều hiệu bánh đều nhận là người tạo ra loại Daifuku này nên nguồn gốc chính xác của nó đến này vẫn không xác định được.
Yukimi Daifuku - 雪見だいふく
Là dòng sản phẩm mochi kem được công ty Lotte sản xuất.
Mame daifuku - 豆大福
Là loại bánh có bột trộn với đậu đỏ hoặc đậu nành với nhân ngọt làm từ đậu đỏ.
Shio daifuku - 塩大福
Một loại bánh có bột hơi mặn với nhân đậu đỏ ngọt.
Ume daifuku - 梅大福
Loại bánh có nhân ngọt làm từ mai mơ
Coffee daifuku (コーヒー大福)
Loại bánh có nhân pha cà phê
Mont Blanc daifuku (モンブラン大福)
Loại bánh có nhân hạt dẻ xay nhuyễn (kem Mont Blanc) thay vì nhân đậu đỏ azuki.
Purin daifuku (プリン大福)
Loại bánh có nhân kem caramel.